# Stadsprijs Geraardsbergen 2012
De 81e editie van de Belgische wielerwedstrijd Stadsprijs Geraardsbergen werd verreden op 29 augustus 2012. De start en finish vonden plaats in Geraardsbergen. De winnaar was Björn Leukemans, gevolgd door Greg Van Avermaet en Johnny Hoogerland.

## Uitslag
| Stadsprijs Geraardsbergen 2012 |                     |                              |            |
| Plaats                         | Naam                | Ploeg                        | Tijd       |
| Winnaar                        | Björn Leukemans     | Vacansoleil-DCM              | 3u 56' 58" |
| 2                              | Greg Van Avermaet   | BMC Racing Team              | z.t.       |
| 3                              | Johnny Hoogerland   | Vacansoleil-DCM              | +34"       |
| 4                              | Willem Wauters      | Vacansoleil-DCM              | z.t.       |
| 5                              | Jean-Pierre Drucker | Accent.jobs-Willems Verandas | z.t.       |
| 6                              | Pieter Jacobs       | Topsport Vlaanderen-Mercator | z.t.       |
| 7                              | Tosh Van der Sande  | Lotto-Belisol                | z.t.       |
| 8                              | Clément Lhotellerie | Colba-Superano Ham           | z.t.       |
| 9                              | Koen Barbé          | Landbouwkrediet-Euphony      | z.t.       |
| 10                             | Thomas Scully       | Garmin-Sharp                 | z.t.       |

1912 · 1913 · 1914–1926 · 1927 · 1928–1932 · 1933 · 1934 · 1935 · 1936 · 1937 · 1938 · 1939 · 1940 · 1941 · 1942 · 1943 · 1944 · 1945 · 1946 · 1947 · 1948 · 1949 · 1950 · 1951 · 1952 · 1953 · 1954 · 1955 · 1956 · 1957 · 1958 · 1959 · 1960 · 1961 · 1962 · 1963 · 1964 · 1965 · 1966 · 1967 · 1968 · 1969 · 1970 · 1971 · 1972 · 1973 · 1974 · 1975 · 1976 · 1977 · 1978 · 1979 · 1980 · 1981 · 1982 · 1983 · 1984 · 1985 · 1986 · 1987 · 1988 · 1989 · 1990 · 1991 · 1992 · 1993 · 1994 · 1995 · 1996 · 1997 · 1998 · 1999 · 2000 · 2001 · 2002 · 2003 · 2004 · 2005 · 2006 · 2007 · 2008 · 2009 · 2010 · 2011 · 2012 · 2013 · 2014 · 2015 · 2016 · 2017 · 2018 · 2019 · 2020 · 2021 · 2022